# Steve Biko

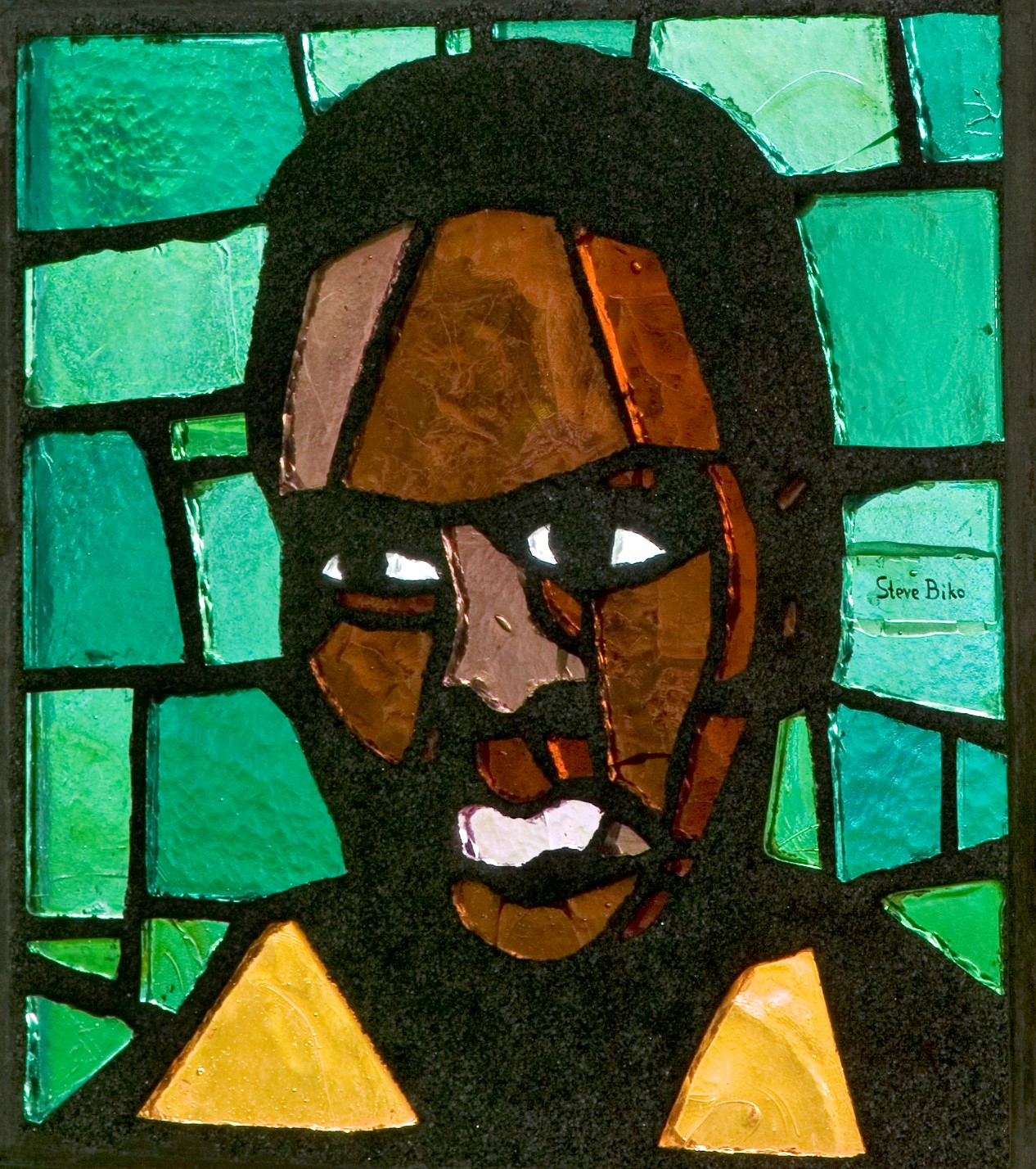
Steve Biko na witrażu z 1976

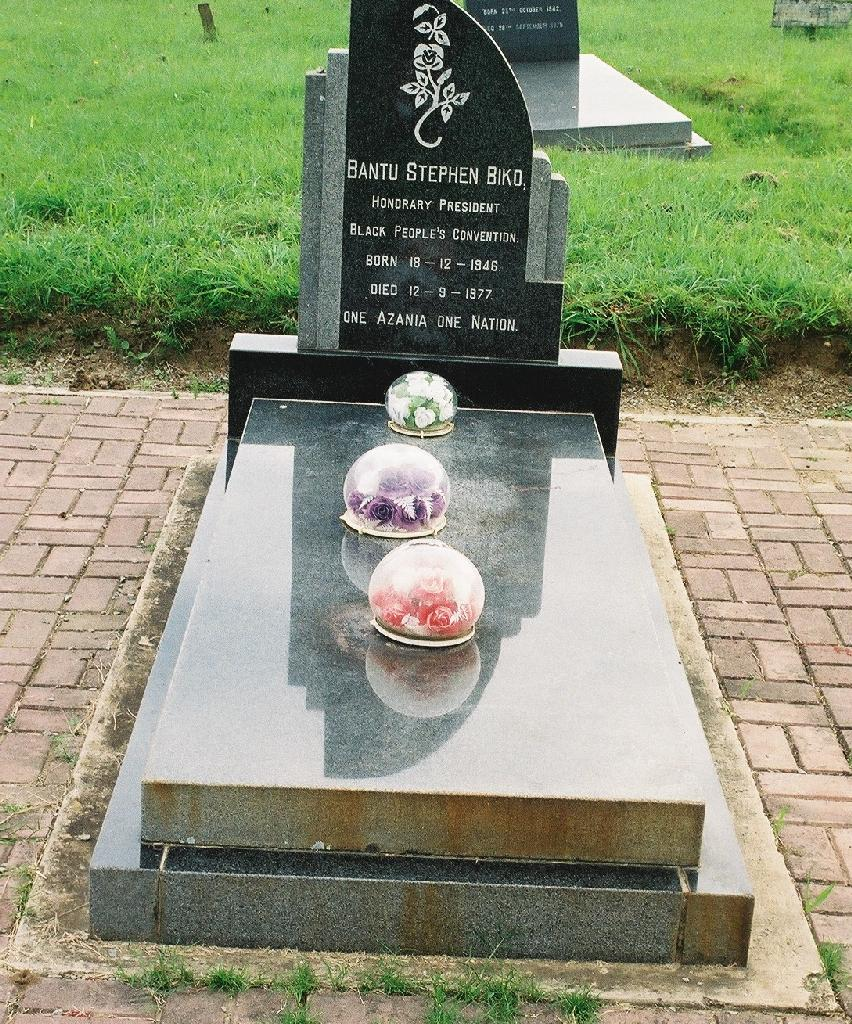
Grób Steve’a Biko

Steve Biko, właściwie Stephen Bantu Biko (ur. 18 grudnia 1946 w Qonce w RPA, zm. 12 września 1977 w Pretorii) – pokojowy działacz ruchu przeciw apartheidowi w Republice Południowej Afryki.
Tak jak Frantz Fanon, Biko może być uznawany za osobę, która miała znaczący wpływ na rozwój koncepcji tzw. black-consciousness, jako rozwiązań problemów egzystencjalnych. Był zwolennikiem Fanona i Aimé Césaire, w przeciwieństwie do Nelsona Mandeli, który uchodzi za ucznia i zwolennika Gandhiego. Myśl Biko zbliżona jest do tej, jaką prezentowali Amilcar Cabral i Huey Newton. Zdaniem Biko, apartheid miał tak głęboki wpływ na świadomość czarnej populacji RPA, że czarni faktycznie zaczęli wierzyć w wyższość białej rasy.

## Życiorys
Był trzecim dzieckiem w rodzinie. Ojciec, urzędnik, zmarł, gdy Steve miał 4 lata. Matka była sprzątaczką.
Z powodu zaangażowania politycznego został wydalony z Lovedale High School. Naukę kontynuował w liberalnej katolickiej szkole w Natalu, St. Francis College.
W 1965 roku poznał amerykańskiego boksera Rubina Cartera, którego oprowadzał po Johannesburgu, przed jego walką z lokalnym mistrzem Joem Ngidi. Nawiązała się między nimi krótka znajomość, która zakończyła się z momentem aresztowania Cartera. W lutym 1966 zdołał on jeszcze wspomóc Biko, przemycając broń w czasie podróży na kolejną walkę w RPA.
W 1966 rozpoczął studia na University of Natal Medical School w Durbanie, gdzie poznał swojego mentora i przyjaciela Joshuę Mboya Dadę. Pierwotnie działał w wieloetnicznym National Union of South African Students. Odszedł z niej w 1968, po czym współtworzył South African Students' Organization (SASO), której został pierwszym przewodniczącym (1968). W 1972 r. został honorowym przewodniczącym Black People’s Convention. W połowie tego samego roku został wydalony z uczelni. Jego aktywność została zauważona przez władze RPA, w rezultacie czego w marcu 1973 otrzymał zakaz przemawiania publicznego, przez co rozumiano także rozmowę z liczbą osób większą niż jedna. Nie można go też było cytować, ani w publikacjach, ani w rozmowach. Nie ograniczyło to jednak jego działalności. Nadal organizował zebrania i wydawał gazetkę Szczera rozmowa (ang. Frank Talk)
Odegrał dużą rolę w organizacji protestów szkolnych w miejscowości Soweto (16 czerwca 1976), które miały na celu obronę nauki niektórych przedmiotów szkolnych w języku zulu. Strajk zakończył się masakrą protestujących.
Biko został aresztowany 18 sierpnia 1977 pod zarzutem terroryzmu (jego organizacja Black Consciousness była nazywana przez rząd RPA Black Nazi'), na podstawie ustawy o terroryzmie. Na jej podstawie od roku 1950 aresztowano ponad 40 000 czarnych. Biko, zgodnie z tym prawem, mógł być przetrzymywany w celi bez ograniczenia czasowego. Przez 24 dni był przesłuchiwany i torturowany (głodzony, bity, przywiązywany na cały dzień do kraty okiennej). 11 września, po utracie przytomności, został przewieziony samochodem do więzienia w Pretorii, gdzie następnego dnia zmarł.
Rząd RPA oświadczył, że przyczyną śmierci Biko był strajk głodowy, jednak sekcja zwłok wykazała śmierć z powodu uszkodzenia mózgu. Wieść o jego śmierci szybko rozeszła się po świecie, na jego pogrzeb zjechało wielu dziennikarzy, polityków i dyplomatów, także z Europy Zachodniej i Stanów Zjednoczonych. Mimo że policja starała się, aby jak najmniej ludzi dostało się na pogrzeb Biko, stawiło się na nim ponad 15 000 ludzi. Sprawcy jego śmierci nie zostali nigdy skazani.

## Upamiętnienie
Postać Biko została upamiętniona w licznych utworach muzycznych (Biko Petera Gabriela) i literackich, a także filmach.
Spośród tych ostatnich, znany jest film Richarda Attenborough Krzyk wolności z 1987, w którym rolę Biko gra Denzel Washington, nakręcony na podstawie książek Donalda Woodsa Biko oraz Asking for Trouble.